# Plantago linearis
Plantago linearis là một loài thực vật có hoa trong họ Mã đề. Loài này được Kunth mô tả khoa học lần đầu tiên vào năm 1818.